# محمد عدنان قيطاز
محمد عدنان صادق قيطاز (1936 - 23 فبراير 2022)، هو كاتب وباحث وشاعر ومؤرخ سوري.

## سيرته
ولد في مدينة حماة عام 1936. مجاز في التاريخ من جامعة دمشق في 1971. عمل مدرّسًا في حماة وحلب ودولة قطر ثم مشرفًا على المكتبات المدرسيّة في محافظة حماة. رئيسًا لدائرة تقنيات التعليم فيها، استقال في 1990 وتفرّغ للبحث والتأليف. له مؤلفات وبحوث في التاريخ والأدب والشعر. تميّز بأبحاثه حول تاريخ حماة وأعلامها، مسقط رأسه.
ولد محمد عدنان بن صادق قيطاز سنة 1355 هـ/ 1936 م في حي الجعابرة بمدينة حماة ونشأ بها. تلقى علومه الأولية فيها ثم انتسب إلى جامعة دمشق وتخرج في قسم التاريخ في 1971. بدأ حياته المهنية صحفياً في مطلع الخمسينات، ثم عمل في حقل التعليم، مدرّساً في ثانويات حلب وحماة، مثل ثانوية المأمون، عبد المنعم رياض، ثم عاد إلى مدينته حماة ليتابع تدريسه في ثانوية ابن رشد وابن خلدون، ثم عين بعدها مديراً لمدرسة ابن خلدون. أصبح مشرفاً على المكتبات المدرسية في محافظة حماة، ورئيساً لدائرة تقنيات التعليم فيها، واستقال من الوظيفة وأحيل إلى التقاعد بناءً على طلبه ليتفرغ للبحث في 1990.
في مطلع الستينيات أعير للتعليم في دولة قطر حيث مكث فيها مدة ثلاث سنوات، إبان الحماية البريطانية على قطر، وخلال فترة إقامته قامت حركة وطنية فيها، واتهم بالمشاركة بها.

هو عضو باتحاد الكتاب العرب بسوريا فرع حماة. ونشر قصائده وأبحاثة في الأدب والتاريخ في الدوريات السورية والعربية وقد شارك في العديد من المهرجانات الأدبية‌ الوطنية والقومية.

## وفاته
توفي يوم الأربعاء 22 فبراير 2022 عن عمر ناهز 86 عامًا.

## شعره
صرّح بأنه مع الحداثة الشعرية «حيث قال أنا لست ضدها، ولكني نشأت مع تيار ما يسمى الكلاسيكية وهذا لا يعني أني لم أحاول التجديد، بل إن لي قصائد كتبتها على نظام التفعيلة ولعل أبرزها قصيدة وجهك المستبد، أنا متمسك بالتراث العربي لكني أحاول التجديد عبر قنوات بلاغية جديدة نتيجة تأثري بالثقافة القديمة التي تنعكس على شعري أدباً مبيناً».

## جوائزه وتكريمه
كرمته:
- معارف قطر بوصفه واحداً من رواد التعليم فيها
- شبيبة الثورة بحماة
- اتحاد الكتاب العرب
- 2008: جمعية العاديات في حماة
- مجلس محافظة حماة، وقدّم له وشاح الوفاء لحماة
- نقابة المعلمين
- اتحاد طلبة سوريا (جامعة حماة)

## مؤلفاته
شارك في إعداد المعجم الجغرافي السوري وفي كتابة الموسوعة الإسلامية الميسرة. من دواوينه وكتبه:
- اللهب الأخضر، شعر 1978
- ديوان وحيد عبود، جمع ودراسة، 1986
- في ملكوت الحب، شعر 1994

- أسامة بن منقذ والجديد من آثاره وأشعاره، 1998
- أسفار ابن أيوب الحموي، شعر 1998
- «وجهك المستبد» شعر 1999

- شرح الصدور بشرح زوائد الشذور، تحقيق
- أوراق من تاريخ حماة، 2019
- «أدبيات من حماة في القرن العشرين» 2019
- دراسات نقدية: الشعر والنقد عند العرب 2019
- مقامات أبي فراس الحموي شعر 2019
- من أعلام حماة2019

- «شعراء عرفتهم في حياتي» 2019
- «حماة في عيون الرحالة والجغرافيين» 2019
- «الشيخ محمد الهلالي شاعر حماة في القرن التاسع عشر» 2019
- «الفائت من آثار الشاعر وجيه البارودي» 2020
- «معارج الروح» شعر 2020
- «أنا والشعر» شعر 2020
- «قرأت وكتبت» 2020
- «حماة في محراب الأدب» 2020
- «وطن وشجن» شعر 2020
- حماة في العهد الأيوبي 2021
- شعراء منسيّون ومغمورون 2021
- شعراء في الظل 2021
- سلاف وقطاف من كروم البيان 2021
- من كل سماء غيمة حب 2022